# Silacara
Sīlācāra (* 22. Oktober 1871 als John Frederick S. McKechnie; † 27. Januar 1951) wurde 1906 als einer der ersten Europäer ein buddhistischer Mönch. Er war Ehrenmitglied der Deutschen Pali-Gesellschaft.

## Leben

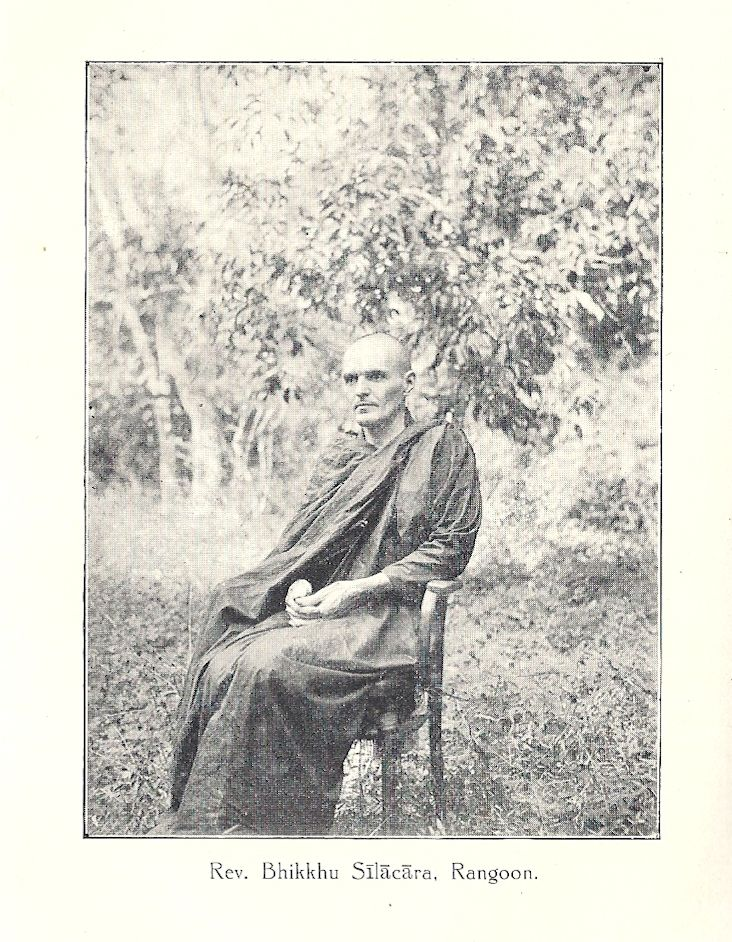
Silacara in Rangoon

Es gibt zwei Hauptquellen über Sīlācāras Leben. Die erste ist die Biographie in einer sri-lankischen Ausgabe von „A Young People's Life of the Buddha“ von einem anonymen Verfasser. Die zweite ist die Autobiographie von Nyanatiloka, der ihn mehrmals erwähnt.
1906 nahm Nyanatiloka ihn als Novizen (Samanero) mit dem Namen Sasanavamsa auf. Anschließend wohnte er bei Nyanatiloka und Ānanda Metteya (Charles Henry Allan Bennett) in Rangun in einer Klosterresidenz. Er übersetzte Ñyāṇatilokas Reden des Buddha aus dem Deutschen ins Englische. Es wurde 1907 in Rangun veröffentlicht.
1906 erhielt er mit Nyanatiloka als Beistand die Vollordination zum buddhistischen Mönch (Bhikkhu) und erhielt den neuen Namen Sīlācāra (der Tugendwandler).
Während des Ersten Weltkriegs blieb er wahrscheinlich in Burma, wohin ihm 1917 Nyanatiloka einen Brief aus Hankow (China) schrieb.
Als sich sein Gesundheitszustand verschlechterte, legte er auf Anraten des Arztes und Buddhisten Paul Dahlke die Mönchsrobe ab und kehrte Ende 1925 nach England zurück. Er arbeitete in London in der britischen Zweigstelle der Mahabodhi Society und gab die Zeitschrift British Buddhist heraus. Auf Grund gesundheitlicher Probleme verließ er London 1932 und ging nach Wisborough Green, West Sussex. Er schrieb weiterhin für buddhistische Zeitschriften in Großbritannien, Sri Lanka, Burma, Deutschland usw. Er starb 1951 in einem Altenheim in Bury, West Sussex.

## Werke
Silacara war ein produktiver Autor und Übersetzer, insbesondere als buddhistischer Mönch. Seine Artikel wurden veröffentlicht in Buddhism: An Illustrated Quarterly Review, The British Buddhist, Buddhist Annual of Ceylon, Maha-Bodhi, United Buddhist World, usw. Er übersetzte aus dem Deutschen Schriften von Nyanatiloka und Paul Dahlke. Einige seiner Schriften wurde ins Deutsche übersetzt. Dort erschienen seine Schriften im Verlag von Walter Markgraf, Breslau. Nach dessen Tod im Krieg 1915 gingen die Rechte des Verlags und der Verlagsbestand an den Verlag des Buchhändlers und Verlegers buddhistischer Literatur Oskar Schloss über, den Oskar-Schloss-Verlag in Neubiberg. Im Vorwort seines Verlagskatalogs von 1924 bezeichnet Oskar Schloss seinen Verlag als denjenigen, „der jetzt der eigentliche Mittelpunkt der buddhistischen Literatur in den deutschsprechenden Ländern geworden ist.“.
In seinen Schriften betont Silacara die rationalen und wissenschaftlichen Aspekte des Buddhismus.

## Schriften
- ‘Buddhism and Pessimism’, Buddhism, II, 1, Rangoon, October 1905, S. 33–47.
- The Word of the Buddha. An outline of the ethic-philosophical system of Buddha in words of Pali Canon von Nyanatiloka. Übersetzt aus dem Deutschen von Sāsanavaṃsa (= Sīlācāra). Rangoon: International Buddhist Society, 1907
- Lotus Blossoms, London: The Buddhist Society of Great Britain and Ireland, 1914. Dritte und überarbeitete Auflage, London: The Buddhist Society of Great Britain and Ireland, 1917? ((Siehe S. 30 The Fruit of Homelessness 1917.) Adyar, Madras: Theosophical Publishing House, 1914, 1968. Erwähnt als gelesen 1907, Christmas Humphreys, Sixty years of Buddhism in England (1907-1967) S. 3, London: Buddhist Society, 1968. Middle Way, Volume 74, S. 102.)
- Panchasila: The Five Precepts, Adyar, Madras: Theosophical Publishing House, 1913. Erwähnt als veröffentlicht in The Bhikkhu, Pancha Sila, The Five Precepts in Rangoon in 1911, in The Buddhist Review, Volumes 3-4, 1911, S. 79, Buddhist Society of Great Britain and Ireland, London. Veröffentlicht 1911 als Panchasila: The Five Precepts and To Those Who Mourn von Bhikkhu Silacara und C.W. Leadbeater, Rangoon, 1911.
- The Four Noble Truths, Adyar, Madras: Theosophical Publishing House, 1922. Angegeben als bereits veröffentlicht in  The Review of Reviews, Band 48, 1913.

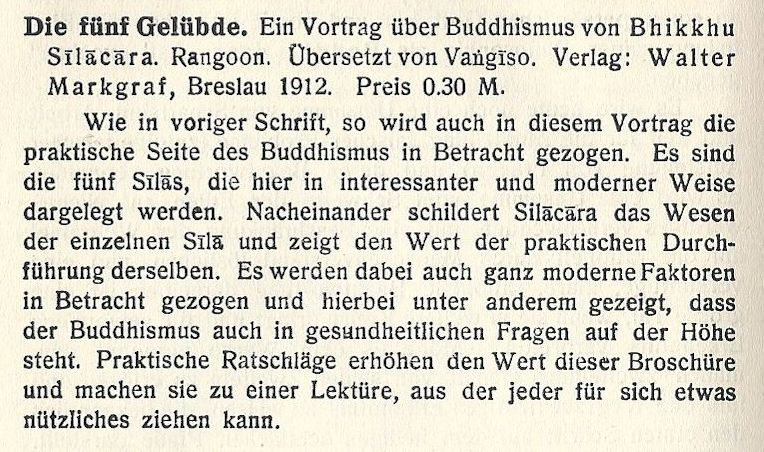
Die fünf Gelübde

- Die fünf Gelübde. Ein Vortrag über Buddhismus von Bhikkhu Silacara. Übersetzung von Panchasila: The Five Precepts durch Vangiso. Verlag Walter Markgraf, Breslau, 1912, und bei Oskar Schloss, 1924.
- The Majjhima-Nikaya. The First Fifty Discourses from the collection of the Medium-Length Discourses of Gotama the Buddha, London. In Deutschland: Verlag Walter Markgraf, Breslau, 1912–13, und bei Oskar Schloss 1924.
- Buddhism and Science, von Paul Dahlke. Übersetzung aus dem Deutschen von Bhikkhu Silacara. 1913.
- The Dhammapada, or Way of Truth, London: The Buddhist Society of Great Britain and Ireland, 1915.
- The Noble Eightfold Path, Colombo: The Bauddha Sahitya Sabha, 1955. Ursprünglich veröffentlicht in The Theosophist, Volume 37, S. 14f. Adyar, Madras: Theosophical Society, 1916.
- The Fruit of Homelessness: The Sāmaññaphala Sutta, London: Buddhist Society of Great Britain and Ireland, 1917.
- Dhaniya: A Pali Poem. Translated from the Sutta Nipata, in Buddhist Review Vol. II., No. 2, London: The Buddhist Society of Great Britain and Ireland, 1917.
- A Young People's Life of the Buddha, Colombo: W.E. Bastian and Co, 1927. Nachdruck 1953, 1995.
- Kamma, Calcutta : Maha-Bodhi Society of India, 1950. Bereits erwähnt in The Mahabodhi, Band 47, Seite 130, 1939.
- Buddhist View of Religion, Bauddha Sahitya Sabha, Colombo, 1946.
- Right Understanding, Kandy: Buddhist Publication Society, Sri Lanka, 1968, 1979. Nachdruck von Maha Bodhi, Oct.-Nov. 1967.
- An Actual Religion, Kandy: Buddhist Publication Society, Sri Lanka, 1971
- The Buddhist Essays, Kandy: Buddhist Publication Society, Sri Lanka, 1978*a, 1952. Nachgedruckt in The Path of Buddhism, Colombo 1955.
- Buddhismus und Alkohol, In Deutschland: Verlag Walter Markgraf, Breslau, 1912–13, und bei Oskar Schloss 1924.
- Das Ichproblem im Buddhismus, In Deutschland: Verlag Walter Markgraf, Breslau, 1912–13, und bei Oskar Schloss 1924.

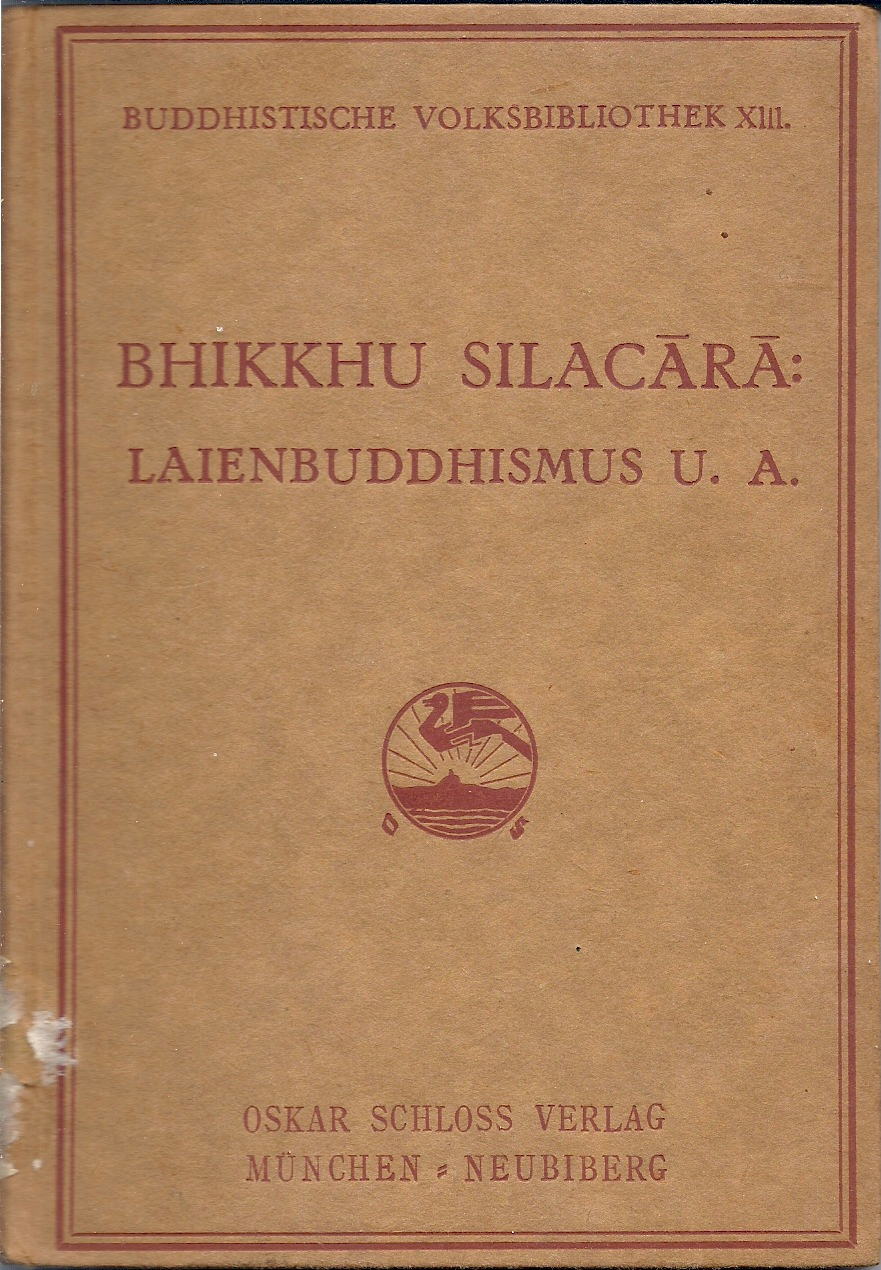
Laienbuddhismus

- Laienbuddhismus u.a. mit den Aufsätzen „Laienbuddhismus“, „Rechte Gesinnung“, „Vom rechten Verständnis“, und „Vom Leid zum Licht“, bei Oskar Schloss 1924.
- Eine neue Kultur in Der Pfad, 2. Jahrgang, bei Oskar Schloss 1924.